# Isobutyronitril
Isobutyronitril is een organische verbinding (een nitril) met als brutoformule C4H7N. De stof komt voor als een licht ontvlambare, heldere kleurloze vloeistof met een amandelgeur.

## Synthese
Isobutyronitril kan op verschillende manieren worden bereid:
- De reactie van 2-methylpropan-1-ol met ammoniak in aanwezigheid van een zilverhoudende katalysator[1]
- De reactie van ammoniak met isoboterzuur over een natuurlijke of synthetische zeoliet of een vergelijkbare katalysator
- De rechtstreekse reactie van isobutyraldehyde met zuurstof en ammoniak over een katalysator, zoals aluminiumoxide, silicagel of een moleculaire zeef
- De reactie van isobutyleenoxide met ammoniak over een katalysator met geactiveerd aluminiumoxide[2]

## Toepassingen
Isobutyronitril is een intermediaire verbinding in de synthese van andere verbindingen. De belangrijkste is de dehydrogenering van isobutyronitril tot de onverzadigde verbinding methacrylonitril, dat een monomeer is voor synthetische polymeren en rubbers (vergelijkbaar met acrylonitril).